# Nikita Moiseyev
Nikita Nikolayevich Moiseyev (em russo:  Никита Николаевич Моисеев; 23 de agosto de 1917 – 29 de fevereiro de 2000) foi um matemático soviético e russo, membro plena da Academia de Ciências da Rússia.
Moiseyev estudou na Universidade Estatal de Moscou, obtendo o doutorado no Instituto de Matemática Steklov. Lecionou na Universidade Técnica Estatal Bauman de Moscou e na Universidade Federal do Sul após a Segunda Guerra Mundial, sendo apontado professor do Instituto de Física e Tecnologia de Moscou (1956). Organizou a primeira seção da Cruz Verde Internacional e foi seu primeiro presidente. Sua nomeação para o 1994 Global 500 Roll of Honour Programa das Nações Unidas para o Meio Ambiente (UNEP) registrou: "He is a member of the Russian Academy of Sciences, whose spectrum of interests and activities brought him from computing military missile trajectories to mathematical modelling of the pernicious effects of a large scale nuclear war, to his current involvement in environmental activities aimed at protecting future generations."